# Ranzovius agelenopsis
Ranzovius agelenopsis är en insektsart som beskrevs av Henry 1984. Ranzovius agelenopsis ingår i släktet Ranzovius och familjen ängsskinnbaggar. Inga underarter finns listade i Catalogue of Life.